# Штадтштайнах
Штадтштайнах (нім. Stadtsteinach) — місто в Німеччині, розташоване в землі Баварія. Підпорядковується адміністративному округу Верхня Франконія. Входить до складу району Кульмбах. Центр об'єднання громад Штадтштайнах.
Площа — 39,65 км2. Населення становить 3113 ос. (станом на 31 грудня 2020).

## Галерея

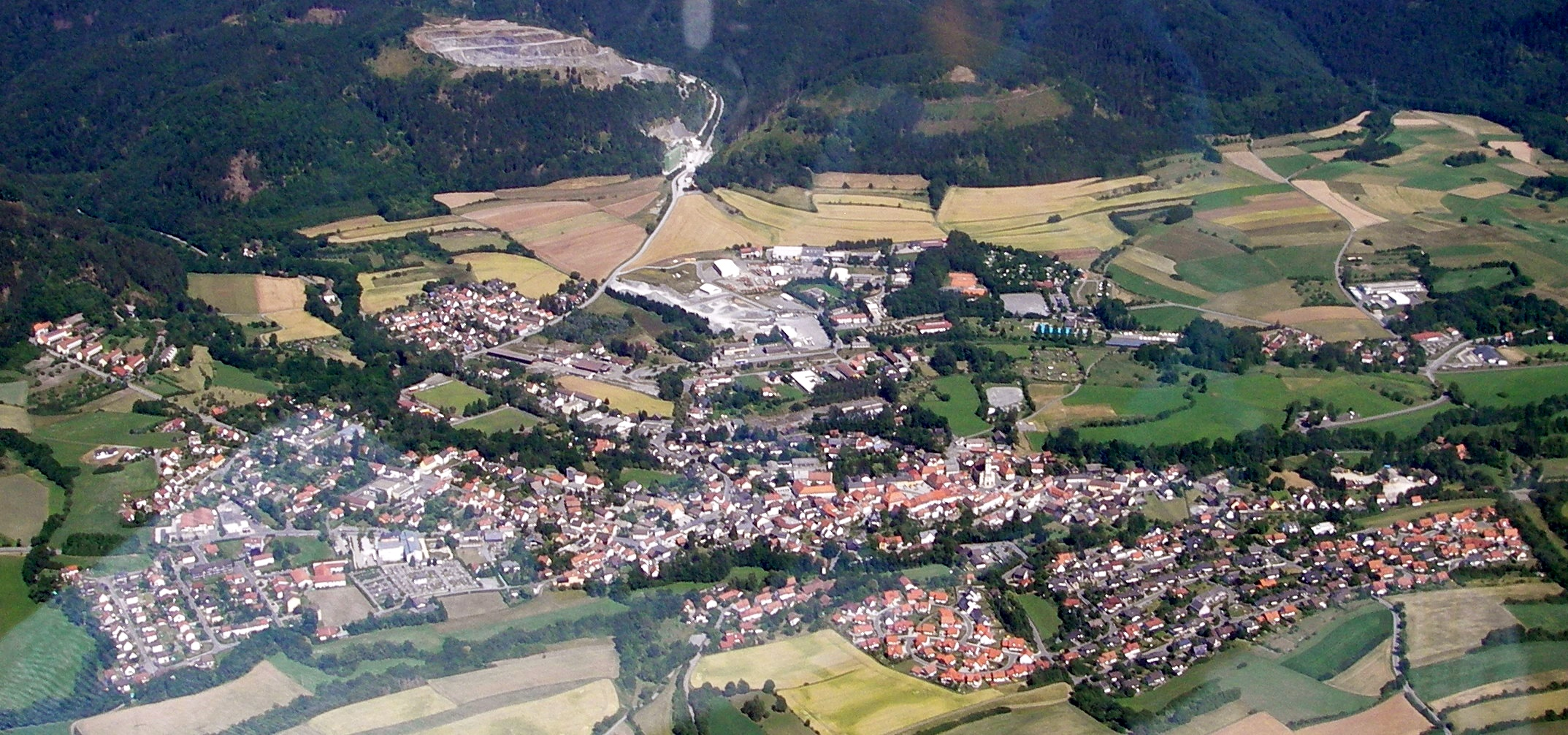
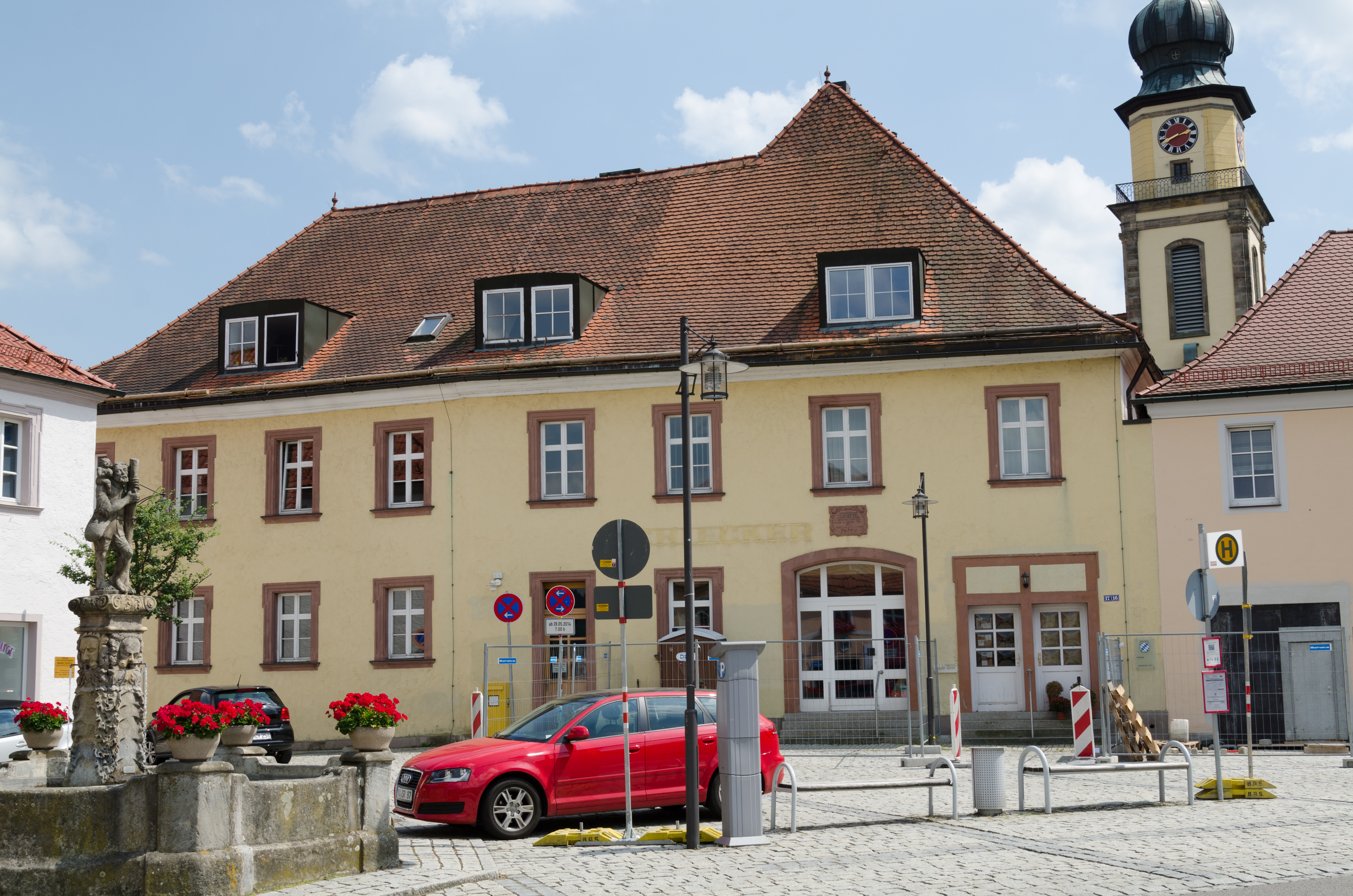
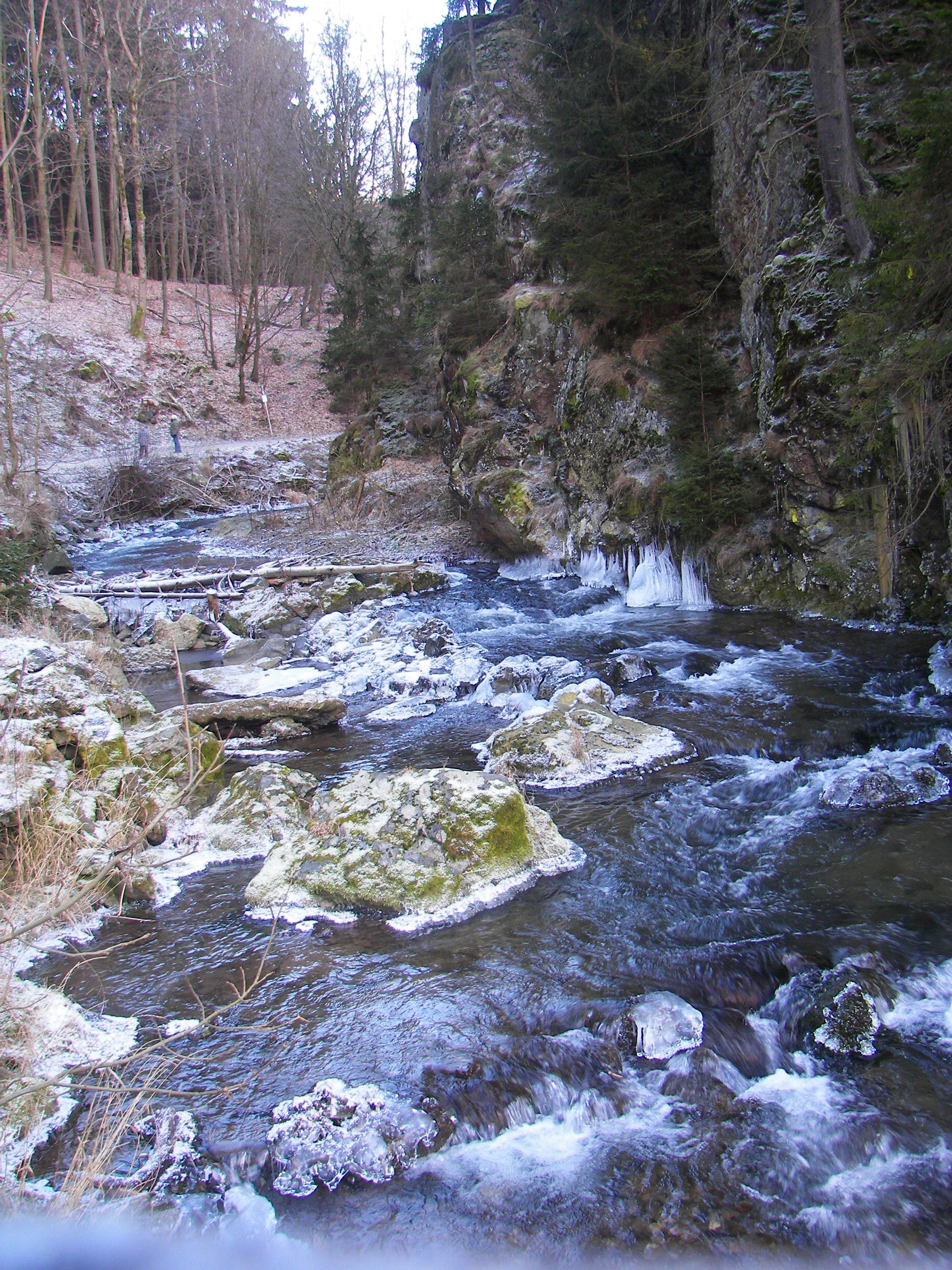